# آرایش تستودو

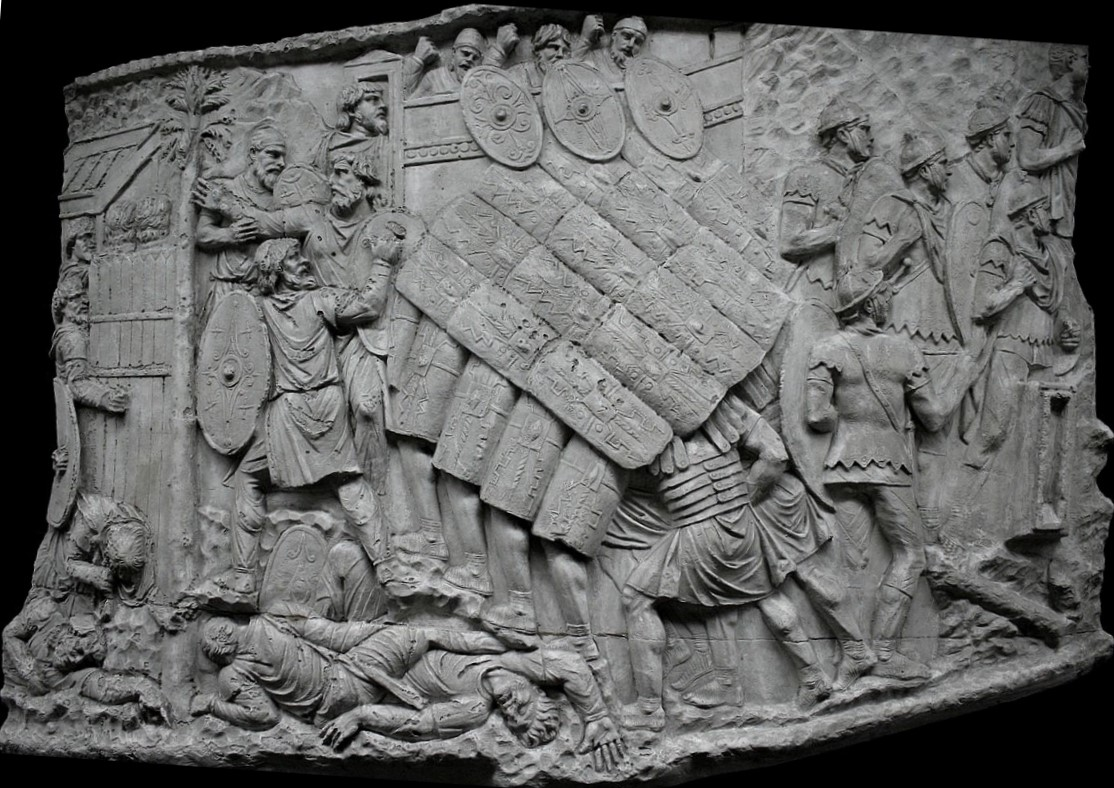
سربازان رومی در آرایش تستودو

در روم باستان، آرایش تستودو یا آرایش لاک پشتی نوعی دیوار سپری از آرایش تاکتیکی بود که معمولاً توسط لژیون‌های رومی در نبردها، به ویژه محاصره‌ها استفاده می‌شد.